# Mariama Cire Sylla
Ne doit pas être confondu avec Mariama Sylla (femme politique).
Pour les articles homonymes, voir Sylla et Mariama Sylla.
Mariama Cire Sylla, est une experte de la Banque mondiale et femme politique guinéenne. Elle est Ministre de l’Agriculture dans le gouvernement Bah Oury depuis le 29 juillet 2025 et représentante résidente du Groupe de la Banque mondiale pour la Namibie d'octobre 2024 en juillet 2025.

## Biographie
Mariama Cire est titulaire d'un master en politique publique de l'université d'Oxford au Royaume-Uni, d'un master en politique économique du Williams College de États-Unis et d'un master en économie et administration des affaires de l'Université Paris-I-Panthéon-Sorbonne.

## Parcours professionnel
Elle est experte en stratégie commerciale et de développement du secteur privée  en Afrique, en Europe et aux Etats-Unis.
A Marrakech, elle travaille pour les entreprises South African Marine Corporation (Safemerine)[Quand ?].
Elle rejoint le Groupe de la Banque Mondiale en 2014, en tant que coordinatrice des pays de la Société financière internationale SFI pour les États fragiles et touchés par les conflits dans la région du Sahel et d'Afrique de l'Ouest.
Elle devient directrice pays de la Société financière internationale SFI, membre du groupe de la Banque Mondiale pour le Burundi.
Avant d'être ministre, elle est représentante résidente du Groupe de la Banque mondiale pour la Namibie depuis octobre 2024[réf. nécessaire].
Elle est nommée par décret le 29 juillet 2025 Ministre de l’Agriculture en remplacement de Felix Lamah qui lui cède le portefeuille de l'agriculture qu'il cumulait avec l'élevage.

## Auteur
En 2014, Mariama est co-autrice du livre Better led, Served and governed  Word - Envisionning the Futur publié en 2024.